# Kanton Neuilly-l'Évêque
Kanton Neuilly-l'Évêque (fr. Canton de Neuilly-l'Évêque) byl francouzský kanton v departementu Haute-Marne v regionu Champagne-Ardenne. Tvořilo ho 16 obcí. Zrušen byl po reformě kantonů 2014.

## Obce kantonu
- Andilly-en-Bassigny
- Bannes
- Beauchemin
- Bonnecourt
- Celsoy
- Changey
- Charmes
- Chatenay-Vaudin
- Dampierre
- Frécourt
- Lecey
- Neuilly-l'Évêque
- Orbigny-au-Mont
- Orbigny-au-Val
- Poiseul
- Rolampont